# Guldtrattskivling
Guldtrattskivling (Leucopaxillus subzonalis) är en svampart som först beskrevs av Charles Horton Peck, och fick sitt nu gällande namn av Howard Elson Bigelow 1965. Guldtrattskivling ingår i släktet Leucopaxillus och familjen Tricholomataceae.  Arten är reproducerande i Sverige. Inga underarter finns listade i Catalogue of Life.